# واد ماكغواير
واد ماكغواير (بالإنجليزية: Wade McGuire)‏ مواليد 19 أغسطس 1969 في ريتشموند، فرجينيا، هو لاعب كرة مضرب أمريكي سابق بدأ مسيرته كمحترف سنة 1993 وكان يلعب باليد اليمنى. أعلى تصنيف له في الفردي كان المركز الـ 163 في سنة 1995. أعلى تصنيف له في الزوجي كان المركز الـ 221 في سنة 1994.

## روابط خارجية
- واد ماكغواير على موقع رابطة محترفي التنس (الإنجليزية)
- واد ماكغواير على موقع الاتحاد الدولي لكرة المضرب (الإنجليزية)
- واد ماكغواير على موقع خلاصة التنس.كوم (الإنجليزية)